# 1月28日 (旧暦)
旧暦1月28日は旧暦1月の28日目である。六曜は仏滅である。

## できごと
- 和銅5年（ユリウス暦712年3月9日） - 古事記が完成し、元明天皇に献上[要出典]
- 天正10年（ユリウス暦1582年2月20日） -  九州のキリシタン大名、大友宗麟・有馬晴信・大村純忠がローマへの使節派遣（天正遣欧使節）を決定

## 誕生日
- 天正14年（グレゴリオ暦1586年3月18日） - 浅野長晟、足守藩主・紀州藩主・広島藩主（+ 1632年）
- 元治2年（グレゴリオ暦1865年2月23日） - 堀口九萬一、外交官（+ 1945年）

## 忌日
- 寛弘7年（ユリウス暦1010年2月14日）- 藤原伊周、平安時代の公卿（* 974年）